# Acacia marramamba
Acacia marramamba — вид квіткових рослин з родини бобових. Ареал: Австралія (Західна Австралія).

## Середовище
Вид часто розташований на скелястих схилах пагорбів, на гравійних і кам'янистих скелетних ґрунтах, часто поверх або навколо залізняку.

## Біоморфологічна характеристика
Цей шипуватий кущ або дерево зазвичай досягає висоти від 1,0 до 3,0 метрів. Він має сіру кору, яка переважно гладка, але стає тріщинистою та волокнистою біля основи дерева. Голі гілочки від червоно-коричневого до світло-коричневого або оранжевого кольору з яскраво-світло-зеленими новими пагонами та блискучими прилистками завдовжки від 2 до 4 мм. Асиметричні та вічнозелені шкірясті філодії мають блідо-молочно-зелений або синьо-зелений колір і мають округлий верхній край і майже прямий нижній край і довжину від 2 до 5 см і ширину від 9 до 23 мм. Філодії мають головну поздовжню жилку й утворюють гостре вістря завдовжки від 1 до 3 мм на кінчику. Цвіте червоними та жовтими квітками з травня по липень.